# Agullana
Agullana település Spanyolországban, Girona tartományban. Agullana Capmany, Darnius, La Jonquera, La Vajol és Maureillas-las-Illas községekkel határos. Lakosainak száma 909 fő (2024).

## Népesség
A település népessége az elmúlt években az alábbi módon változott:
| Lakosok száma | 337  | 1529 | 1142 | 897  | 616  | 746  | 812  | 826  | 831  | 909  |
|               | 1717 | 1887 | 1936 | 1960 | 1986 | 2004 | 2009 | 2014 | 2019 | 2024 |